# Posada de la Valduerna
Posada de la Valduerna es una localidad del municipio leonés de Villamontán de la Valduerna, en la Comunidad Autónoma de Castilla y León. El pueblo se encuentra próximo al río Duerna. Se accede a la localidad a través de la carretera local que une Robledino de la Valduerna con Villamontán de la Valduerna.
La iglesia está dedicada a san Isidoro.

## Localidades limítrofes
Confina con las siguientes localidades:
- Al norte con Fresno de la Valduerna.
- Al noreste con Castrotierra de la Valduerna.
- Al este con Villamontán de la Valduerna.
- Al sureste con Tabuyuelo de Jamuz.
- Al sur con Quintana y Congosto.
- Al oeste con Villalís de la Valduerna.
- Al noroeste con Robledino de la Valduerna.

## Demografía
Evolución de la población
| Gráfica de evolución demográfica de Posada de la Valduerna entre 2000 y 2017 |
|                                                                              |
| Población de derecho (2000-2017) según el padrón municipal del INE           |

## Historia
Así se describe a Posada de la Valduerna (Posada y La Torre) en el tomo XII del Diccionario geográfico-estadístico-histórico de España y sus posesiones de Ultramar, obra impulsada por Pascual Madoz a mediados del siglo XIX:

Lugar en la provincia de León (8 leguas), partido judicial de la Bañeza (1 ½), diócesis de Astorga (3), audiencia territorial y capitanía general de Valladolid (22). Situado a orillas del río Duerna; su clima es sano. Tiene 44 casas; escuela de primeras letras por temporada, a que asisten unos 12 niños que satisfacen al maestro una módica retribución; iglesia parroquial (San Isidoro) servida por un cura de ingreso y presentación del conde de Miranda, y buenas aguas potables. Confina con término de Castro, Fresno, Villamontán, Herreros y Villalís. El terreno es de mediana calidad. El río Duerna pasa inmediato a la población, pero nada fertiliza. Los caminos son locales; recibe la correspondencia en la Bañeza cada interesado de por sí. Producciones: granos, legumbres, patatas y vino; cría ganado vacuno con especialidad; caza de liebres y perdices y pesca de truchas. Población: 38 vecinos, 120 almas. Contribución: con el ayuntamiento.
Diccionario geográfico-estadístico-histórico de España y sus posesiones de Ultramar